# 熊本野映
熊本 野映（くまもと のえ、1989年9月11日 - ）は、日本の子役、女優。埼玉県出身。身長163cm。以前は劇団ひまわり系列の砂岡事務所に所属していた。

## 人物
特技は歌、ピアノ、ジャズダンス、水泳、一輪車。NHK教育テレビのバラエティ番組『天才ビットくん』のB-Labelプロジェクトから結成されたバンドグループThe Bittles（ビットルズ）ではボーカルとベースを担当した。かつては、当時の事務所に所属している石川由依と共同でブログを開設していたが、現在は個人でブログを開設している。プロフィールでは、157cmとなっているが「最近、身長が160cmを超えた」と自身のブログで告白している。また、「もう、これ以上伸びなくてもいいかな。」とも語っている。
2012年5月1日の当時のブログで、事務所を退所し、同時に芸能活動からも身を引くことを発表していたが、2012年7月20日の現在のブログで、芸能活動を再開することを表明した。以降はフリーランスとなっており、2015年からはビットルズのプロデュースも手がけた岡田徹がプロデュースをするガールズバンド「新・チロリン」のメンバーとしても活動している。
2016年2月9日に芸能活動を無期限休止する事を、同年3月19日には高校の同級生と結婚した事をそれぞれブログで報告した。

## 出演

### テレビ
- 『ウルトラマンダイナ』第9話「二千匹の襲撃」（1997年、MBS）少女 役
- 『星獣戦隊ギンガマン』～45章～花の妖精 役（テレビ朝日）
- 『ポンキッキーズ』（CX）
- 『英語であそぼ』（NHK教育）
- 朝の連続テレビ小説『すずらん』（NHK総合）
- 『タラッタ!』（テレビ東京）
- 『QUIZ』（TBS）
- NHK正月時代劇『四千万歩の男～伊能忠敬～』（NHK）
- 『教習所物語』（TBS）
- 『天才ビットくん』b-label 第5弾バンド　ボーカル&ベース（NHK教育）
- 『ウルトラマンメビウス』第24話「復活のヤプール」（2006年、CBC）女子高生 役
- 『シャキーン!』みんなでうたおう「お星さまは知っている」（NHK教育）

### 舞台
- 『汽車』子供役
- 『コルチャック先生』
- 『悪女について～華やかに女が生きるとき～』鈴木君子役
- 劇団ひまわり50周年記念公演『赤毛のアン』ルビー＝ギリス役
- ミュージカル『家なき子』マチア役
- 「櫻の園～季節はずれの桜前線～」久保田麻紀役
- P･Q･R 2nd act『グッドモーニング・ブルーバード!』

### CM
- サークルK『割子そば 縁側篇』
- タカラ『スーパードール★リカちゃん』シリーズ（1998年～99年）
  - 『コーリングリング&スーパードール★リカちゃん』 - 2パターン
  - 『ドールランドルーム』
  - 『スーパーコーリングリング』
  - 『スーパーコーリングリング&ライトサークル&コーリングチョーカー』
  - 『スーパードール★リカちゃんシリーズ（ドールランドルームを除く上記の全商品）』
- 花王『クイックルワイパー』
- 日本生命企業

### その他
- 光村図書出版『せいかつ2年生』（スチル）
- FMシアター『フレイム・焼跡の王』（NHK-FM）
- auミニッツストーリー『おはよう』・『贈り物』（モバイル）
- 『茨進グループ』2007年イメージキャラクター（スチル）

## 引用
1. ↑  熊本野映から皆さんへ。
2. ↑  ★舞台出演のお知らせ★
3. ↑  皆さんへ★♪
4. ↑  ＊ご報告＊